# John Willes (juge)
John Willes (29 novembre 1685 - 15 décembre 1761), est un avocat et homme politique anglais, siège à la Chambre des communes de 1724 à 1737. Il est juge en chef de la Cour des plaids communs pendant 24 ans. 

## Biographie
Il est né à Bishop's Itchington dans le Warwickshire ; son père, le révérend John Willes, vicaire de la paroisse, est un cadet de la famille Willes, établie de longue date à Newbold Comyn. Il est le frère du docteur Edward Willes (évêque), évêque de Bath et Wells. Leur mère est Anne (ou Mary) Walker, fille de Sir William Walker, qui est trois fois maire d’Oxford entre 1674 et 1685. 
Il fait ses études à la Lichfield Grammar School et est inscrit au Trinity College, à Oxford, le 28 novembre 1700, à l'âge de 14 ans. Il est également élu membre de All Souls College . Alors qu'il est étudiant à Oxford, il a des ennuis sérieux pour la publication de brochures sur le gouvernement qui sont sans doute séditieuses, et est menacé de poursuites en conséquence. Sa carrière est sauvée par l'intervention de son camarade étudiant John Carteret, second comte de Granville, qui plaide pour la clémence. Granville disait souvent au cours des dernières années qu'il avait fait de Willes un juge en le sauvant du pilori. Willes rejoint Lincoln's Inn en 1708 , et est appelé à la barre en 1713. En 1719, il devient conseiller du roi, et en 1726 il est nommé juge puîné de Chester, passant juge en chef de Chester en 1729. 

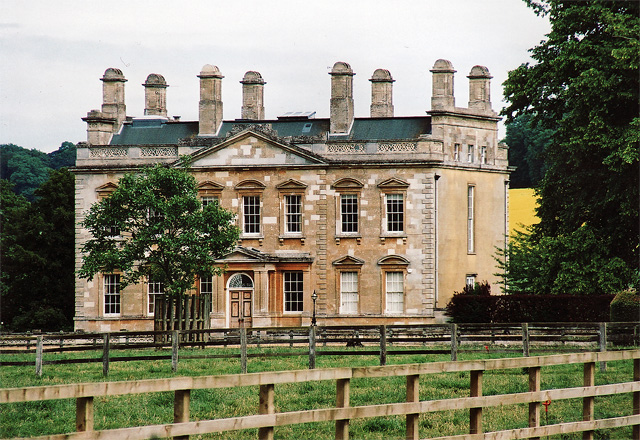
Astrop Park House

Il entre au Parlement en tant que député de Launceston en 1722 et représente par la suite Weymouth, Melcombe Regis et West Looe. En 1734, il est nommé procureur général et est fait chevalier en 1736. En 1735, il acquiert le manoir d'Astrop, Kings Sutton, dans le Northamptonshire où il construit un nouveau manoir, Astrop House (aujourd'hui classé monument II) ,. En 1737, il devient juge en chef de la Court of Common Pleas, troisième plus ancien juge du système juridique anglais tel qu'il existe à l'époque, et occupe ce poste jusqu'à sa mort en 1761; en même temps, il est nommé au Conseil privé . 

## Famille
Avec son épouse, Margaret Brewster Willes a quatre fils et quatre filles. Il est également réputé avoir eu de nombreux enfants illégitimes, pour lesquels il n'a reconnu ni pris de dispositions. De ses enfants légitimes, John (1721-1784) hérite d'Astrop Park et devient membre du Parlement. Edward (1723-1787) suit son père au barreau et devient par la suite solliciteur général (1766-1768) et juge à la Cour du banc du Roi. Sir John encourage son plus jeune cousin, Edward de Newbold Comyn, à devenir avocat. Il termine sa carrière comme baron en chef de l’Échiquier irlandais. 